# Morte di Wolverine
La Morte di Wolverine (Death of Wolverine) è un arco narrativo sviluppatosi per quattro numeri sulle pagine dell'omonima miniserie tra il settembre e l'ottobre 2014, pubblicata dalla Marvel Comics. Sceneggiato da Charles Soule per i disegni di Steve McNiven la trama si basa sugli ultimi giorni di vita dell'X-Man costretto a risolvere il mistero di chi ha messo una taglia sulla sua testa.

## Storia editoriale
Sfruttando il conto alla rovescia dato dall'ultimo arco narrativo della testata Wolverine sceneggiato da Paul Cornell e intitolato Tre mesi per morire, la Marvel annuncia al C2E2 del 2014 che l'evento che porterà alla tomba uno degli X-Men più conosciuti, sceneggiato da Soule per i disegni di McNiven, verrà seguito da diverse miniserie ciascuna con il proprio focus: The Logan Legacy mostra come la morte dell'X-Man impatti nelle vite di amici e nemici; ciascuno dei sette numeri è sceneggiato e disegnato da un diverso esponente della categoria. The Weapon X Program, sceneggiato da Soule per i disegni di Salvador Larroca, riporta in vita l'omonimo programma che anni addietro fuse l'adamantio allo scheletro di Wolverine, stavolta impegnato nella creazione di nuove armi umane. A cadere ancora sotto il banner sono l'albo fuori collana Deadpool & Captain America di Gerry Duggan e Scott Kolins e l'antologico Life After Logan sceneggiato e disegnato da vari autori, entrambi con lo scopo di mostrare al pubblico le reazioni dei più cari alleati dell'artigliato canadese. Fra le testate regolari solamente Nightcrawler di Marguerite Bennett e Chris Claremont (testi) con Todd Nauck (disegni), Storm di Greg Pak (testi) con Victor Ibañez (disegni) e Wolverine and the X-Men di Jason Latour (testi) affiancato da vari disegnatori, vengono coinvolte nel luttuoso evento.

## Pubblicazione
- Capitolo 1
  - Death of Wolverine n. 1 (settembre 2014, in USA)
  - Wolverine n. 303 (marzo 2015, in Italia)
- Capitolo 2
  - Death of Wolverine n. 2 (settembre 2014, in USA)
  - Wolverine n. 303 (marzo 2015, in Italia)
- Capitolo 3
  - Death of Wolverine n. 3 (ottobre 2014, in USA)
  - Wolverine n. 304 (marzo 2015, in Italia)
- Capitolo 4
  - Death of Wolverine n. 4 (ottobre 2014, in USA)
  - Wolverine n. 304 (marzo 2015, in Italia)

### Tie-in
- Ottobre 2014
  - Nightcrawler n. 7
  - Death of Wolverine: The Logan Legacy n. 1
  - Storm n. 4
  - Wolverine and the X-Men n. 10
  - Death of Wolverine: The Logan Legacy n. 2
  - Death of Wolverine: The Logan Legacy n. 3
  - Death of Wolverine: Deadpool & Captain America
  - Wolverine and the X-Men n. 11
- Novembre 2014
  - Death of Wolverine: Life After Logan
  - Death of Wolverine: The Weapon X Program n. 1
  - Death of Wolverine: The Logan Legacy n. 4
  - Nightcrawler n. 8
  - Storm n. 5
  - Death of Wolverine: The Weapon X Program n. 2
  - Death of Wolverine: The Logan Legacy n. 5
- Dicembre 2014
  - Death of Wolverine: The Weapon X Program n. 3
  - Death of Wolverine: The Logan Legacy n. 6
  - Death of Wolverine: The Weapon X Program n.4
  - Death of Wolverine: The Logan Legacy n. 7
- Gennaio 2015
  - Death of Wolverine: The Weapon X Program n. 5